# Myrmica brevispinosa
Myrmica brevispinosa (лат.) — вид мелких муравьёв рода Myrmica длиной около 4—5 мм.

## Распространение
Северная Америка.

## Описание
Мелкие рыжеватые муравьи длиной около 4 мм. Стебелёк между грудкой и брюшком состоит из двух члеников: петиолюса и постпетиолюса (последний четко отделен от брюшка), жало развито, куколки голые (без кокона).

## Систематика
Этот вид сближают с группой видов Myrmica lobicornis.

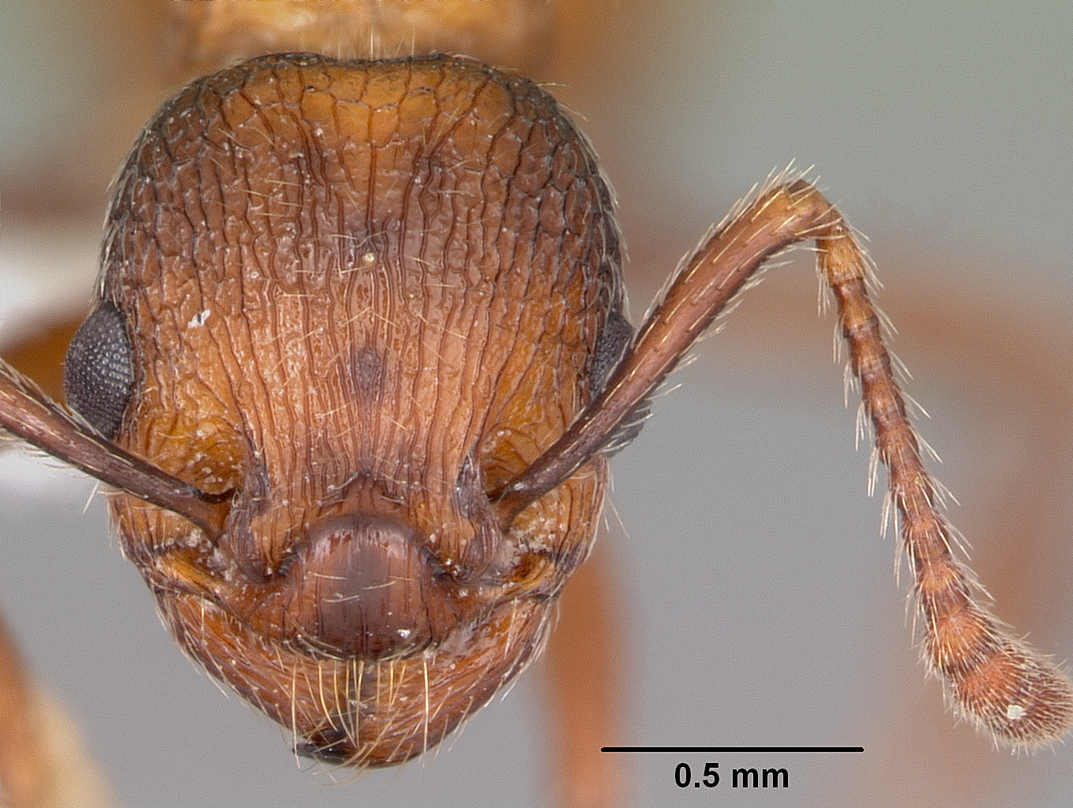
Голова
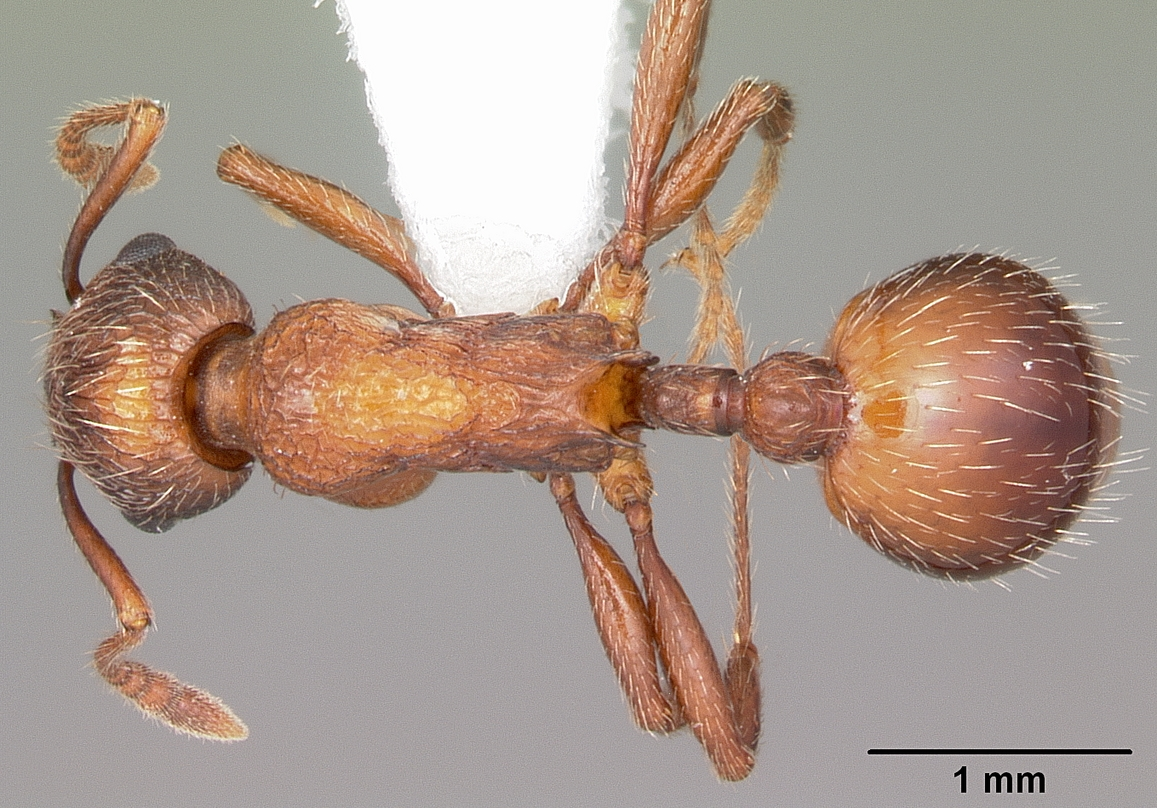
Вид сверху